# 11 septembre 1907
Le mercredi 11 septembre 1907 est le 254e jour de l'année 1907.

## Naissances
- Alice Leigh-Smith (morte en 1987), physicienne en physique nucléaire
- Cécile Chabot (morte le 30 mai 1990), publiciste, peintre, poétesse, ilustratrice et conteuse canadienne
- Lætitia Toureaux (morte le 16 mai 1937), victime d'un meurtre non résolu dans le métro de Paris en 1937
- Lev Oborine (mort le 5 janvier 1974), pianiste soviétique
- Louis Bayle (mort le 23 mars 1989), provençaliste français
- Raymond Sigurd Fredriksen (mort le 10 juin 1986), peintre français

## Décès
- Frigyes Kochmeister (né le 16 novembre 1816), industriel et économiste hongrois
- Henri Lavertujon (né le 19 avril 1855), personnalité politique française
- Octave Hamelin (né le 22 juillet 1856), philosophe français

## Événements
- Découverte de (646) Kastalia
- Découverte de (647) Adelgunde
- Découverte de (648) Pippa
- Découverte de (649) Josefa